# زیردریایی کلاس سیرن
سابمارین کلاس سیرن (به انگلیسی: Sirène-class submarine) یک کلاس از زیردریایی است.